# Charles Metcalfe, 1. Baron Metcalfe

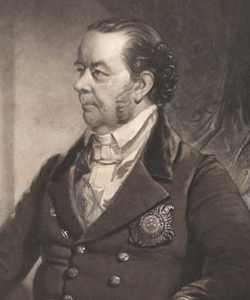
Charles Metcalfe, 1. Baron Metcalfe

Charles Theophilus Metcalfe, 1. Baron Metcalfe GCB PC (* 30. Januar 1785 in Kalkutta; † 5. September 1846 in Malshanger, Hampshire, England) war ein britischer Kolonialbeamter.

## Biographie

### Indien
Metcalfe wurde 1803 Persönlicher Sekretär des Generalgouverneurs von Indien, Lord Wellesley, und nahm als Politischer Assistent von General Gerard Lake am zweiten Krieg gegen die Marathen im Südwesten Indiens teil. 1808 wurde er als Abgesandter an den Hof des Maharajas Ranjit Singh in Lahore entsandt, um die Unterstützung der Sikhs gegen die Gefahr durch Frankreich in Indien sowie dessen Einwilligung des britischen Schutzes für die Sikh-Staaten östlich des Satluj zu erhalten.
Anschließend diente er 1811 als Resident in Gwalior und anschließend von 1811 bis 1819 als Resident in Delhi, zugleich zuständig für die Fürstenstaaten von Rajputana.
Danach war er von 1820 bis 1822 Resident in Hyderabad. Zu Beginn dieser Residentur stellte er fest, dass ein vom Generalgouverneur Lord Hastings Kredit durch die Firma Palmer & Co an den Nizam Asaf Jah III. 1816 genehmigter Kredit fast £ 1 Mio. erreicht hatte und bis zu 24 % Zinsen fällig waren. Hastings, der bei der Genehmigung 1816 auf den Rat des Residenten vertraut hatte, verurteilte das Arrangement nun. Da jedoch einer der Partner von Palmer & Co., William Rumbold, mit einer Pflegetochter Hastings verheiratet war, schob man ihm die Verantwortung zu. Obwohl ihn die Direktoren der Kompanie unterstützten, trat er wegen dieser Sache 1823 zurück.
Beim Tod seines Vaters Sir Theophilus John Metcalfe, 2. Baronet (1783–1822) erbte er am 15. August 1822 dessen 1802 geschaffenen Titel als 3. Baronet, of Chilton in the County of Berkshire. 1827 wurde er Mitglied des Obersten Rates von Indien und war zeitweise dessen Präsident während der Ortsabwesenheit von Generalgouverneur Lord Bentinck. 1835 wurde er als Knight Grand Cross in den Order of the Bath aufgenommen.
Nach der Abberufung von Lord Bentick war er von 1835 bis 1836 amtierender Generalgouverneur von Indien. Während seiner kurzen Amtszeit setzte er die Reformen Bentincks fort und führte die teilweise Pressefreiheit sowie die englische Sprache als offizielle Sprache ein. Außerdem hob er die Wegzölle auf. Allerdings lehnte die britische Regierung unter Premierminister William Lamb einen aus der Ostindien-Kompanie stammenden Generalgouverneur ab, so dass bereits 1836 der bisherige Erste Lord der Admiralität, George Eden, zum neuen Generalgouverneur Indiens ernannt wurde.
Metcalfe wurde daraufhin Lieutenant Governor der Nord-West-Provinzen, trat jedoch 1838 von diesem Amt zurück, nachdem ihm die Ernennung zum Gouverneur von Madras verwehrt worden war.

### Jamaika und Kanada
1839 wurde er zum Gouverneur der Kolonie Jamaika ernannt, wo ihm die Beruhigung der Lage nach der Abschaffung der Sklaverei und den anschließenden Unruhen gelang. 1842 trat er als Gouverneur zurück.
1843 nahm er schließlich das Amt des Generalgouverneurs von Kanada an. Allerdings war er in diesem Amt weniger erfolgreich, da er es nicht verstand, die aufkommenden demokratischen Parteien einzubinden und daher seinen guten Ruf verlor. 1845 trat er schließlich aus Gesundheitsgründen zurück.
Bei seiner Rückkehr wurde er als Baron Metcalfe, of Fern-hill in the County of Berks, zum erblichen Peer erhoben; der Titel erlosch mit seinem Tode mangels männlicher Nachkommen. Die Baronetwürde fiel an seinen Verwandten Thomas Metcalfe als 4. Baronet.